# Drosophila milleri
Drosophila milleri este o specie de muște din genul Drosophila, familia Drosophilidae, descrisă de Magalhaes în anul 1962.
Este endemică în Puerto Rico. Conform Catalogue of Life specia Drosophila milleri nu are subspecii cunoscute.